# Colin Thubron
Colin Gerald Dryden Thubron (Londres (Inglaterra), 14 de junio de 1939) es un novelista y escritor de viajes de nacionalidad inglesa.

## Biografía De Colin Thubron
Thubron estudió en el Colegio Eton. Antes de volverse escritor, trabajó brevemente en la industria publicista y cinematográfica. Su primer libro de viajes, Mirror to Damascus, fue publicado en 1968, seguido de The Hills of Adonis: A Quest in Lebanon, un recuento del viaje del autor a través de Líbano antes de la guerra civil.
Su primer trabajo de ficción fue la novela The God in the Mountain, publicada en 1977. Otra de sus novelas, A Cruel Madness, ganó el PEN/Macmillan Silver Pen Award en 1985. Su libro de viajes Behind the Wall ganó el Hawthornden Prize y el Thomas Cook Travel Book Award en 1988. En 2006, publicó Shadow of the Silk Road, el cual narra su viaje de 7,000 millas a través de la Ruta de la seda.
Su novela de 2002, To the Last City, fue nominada al Premio Booker y fue su primer trabajo de ficción que combinaba elementos de sus viajes. La novela narra la historia de un grupo de personas que viajan a explorar las ruinas de la ciudad inca de Vilcabamba en Perú.
Thubron fue nombrado Comandante de la Orden del Imperio Británico en diciembre de 2006. Además es un miembro de la Royal Society of Literature.

## Obras

### No ficción
- To a Mountain in Tibet (2011)
- Shadow of the Silk Road (2006)
- In Siberia (1999)
- The Lost Heart of Asia (1994)
- The Silk Road: Beyond the Celestial Kingdom (1989)
- Behind the Wall: A Journey through China (1987)
- Among the Russians (1983)
- The Royal Opera House (1982)
- The Ancient Mariners (1981)
- The Venetians (1980)
- Istanbul (1978)
- Journey into Cyprus (1975)
- Jerusalem (1969)
- The Hills of Adonis: A Quest in Lebanon (1968)
- Mirror to Damascus (1967)

### Novelas
- Sophia (2009)
- To the Last City (2002)
- Distance (1996)
- Turning Back the Sun (1991)
- Falling (1989)
- A Cruel Madness (1984)
- Emperor (1978)